# Albert Vandal
Albert Vandal (París, 7 de julio de 1853-ibídem, 30 de agosto de 1910) fue un historiador y escritor francés, designado caballero de la Legión de Honor. Fue miembro de la Academia Francesa a partir de 1897 ocupando el asiento número 11.
Escribió las siguientes obras:
- En karriole à travers la Suède et la Norvège (1876)
- Louis XV et Elizabeth de Russie (1882)
- Ambassade française en Orient sous Louis XV (1887)
- Napoléon et Alexandre Ier (tres volúmenes, 1894-97), por el que recibió el premio Vaubert
- Les voyages du Marquis de Noutel (1901)
- L'avènement de Bonaparte (1902)